# Eureka, Illinois
Eureka là một thành phố thuộc quận Woodford, tiểu bang Illinois, Hoa Kỳ. Năm 2010, dân số của thành phố này là 5295 người.

## Dân số
Dân số qua các năm:
- Năm 2000: 4871 người.
- Năm 2010: 5295 người.